# Xbox Live Arcade
Xbox Live Arcade（XBLA）是通过微软的Xbox 360数字发行网络，在Xbox游戏商店下载数字电子游戏的服务。其内容集中于大型发行商和独立游戏开发者的小型可下载游戏。游戏涵盖经典主机和街机游戏，以及新设计的游戏。服务上и游戏折价为5－20美元，到2014年10月时有685款Xbox Live Arcade游戏为Xbox 360发行。在Xbox 360之前，“Xbox Live Arcade”原是Xbox的一个在线销售服务名称，后被Xbox Live Marketplace取代。